# Centro de Investigación en Ciencias Políticas, Económicas y Sociales
El Centro de Investigación en Ciencias Políticas, Económicas y Sociales (CIEP) es una unidad funcional del Instituto Nacional de Tecnología Agropecuaria (INTA) de Argentina. Busca contribuir al diseño de políticas y estrategias en el sector agropecuario.

## Unidades
Está compuesto por tres institutos de investigación:
- Instituto de Economía
- Instituto de Estudios Sociales
- Instituto de Prospectiva y Políticas Públicas

## Proyectos
- Atlas de consumo de alimentos
- Políticas públicas, modelos de desarrollo y gobernabilidad en los territorios
- Red de Agroecología
- Superación de brechas tecnológicas que limitan la calidad en las cadenas frutícolas

## Autoridades
- Directora: Karina Casellas